# Władysław Żurawski (pedagog)
Władysław Żurawski (ur. 27 czerwca 1902 w Przybiniu, zm. 4 marca 1995 w Poznaniu) – polski nauczyciel, kierownik i dyrektor kilku placówek oświatowych, podporucznik Wojska Polskiego – uczestnik kampanii wrześniowej 1939.

## Życiorys
Urodził się w rodzinie chłopskiej, syn Romana Żurawskiego i Anny z domu Bajer. W 1923 ukończył seminarium nauczycielskie w Lesznie. Następnie odbył służbę wojskową w 70 Pułku Piechoty w Pleszewie.
Był nauczycielem w szkole katolickiej w Osiecznej, a następnie rolniczej szkole dokształcającej. W 1927 rozpoczął pracę w szkole katolickiej w Gorzyczkach, a rok później w Dobrzycy.
W maju 1939 został powołany do służby w batalionie ON „Jarocin” na stanowisku dowódcy I plutonu 3 kompanii ON "Dobrzyca". W składzie batalionu walczył w kampanii wrześniowej m.in. pod Kutnem, gdzie dostał się do niewoli niemieckiej. Więziony w oflagach: II C Woldenberg, II E Neubrandenburg oraz II A Prenzlau. W obozach prowadził działalność edukacyjną wśród jeńców w ramach Koła Nauczycielskiego, a sam ukończył obozowy Wyższy Kurs Nauczycielski, zorganizowany w ramach Instytutu Pedagogicznego w Neubrandenburgu (uznany przez powojenne władze za równoważny z ukończeniem Państwowych Wyższych Kursów Nauczycielskich).
Po II wojnie światowej, w 1946, został mianowany kierownikiem dwuletniej szkoły rolniczej w Konarzewie, natomiast w 1948 kierownikiem Publicznej Średniej Szkoły Zawodowej w Rawiczu. 1 marca 1951 został dyrektorem Publicznej Średniej Szkoły Zawodowej we Wrześni (obecnego Zespołu Szkół Politechnicznych im. Bohaterów Monte Cassino), a następnie również funkcjonujących na jej bazie Zasadniczej Szkoły Metalowej, Technikum Mechanicznego, Technikum Elektrycznego i Liceum Elektrycznego II stopnia. Przez kolejne 16 lat kierował tą placówką, mając znaczący wkład w rozwój szkolnictwa zawodowego na terenie powiatu wrzesińskiego i rozbudowę jego infrastruktury.
W trakcie kierowania przez niego szkołą uczniowie osiągali znaczące sukcesy sportowe: Antoni Adamski był reprezentantem Polski na Letnich Igrzyskach Olimpijskich w Helsinkach w 1952 w hokeju na trawie, a w 1954 Szkolny Klub Sportowy „Zryw” - z udziałem m.in. Zbigniewa Kamińskiego – zdobył młodzieżowe mistrzostwo Polski w hokeju na lodzie.
31 sierpnia 1967 przeszedł na emeryturę i zamieszkał w Poznaniu. Zmarł 4 marca 1995. Został pochowany pięć dni później na cmentarzu Miłostowo w Poznaniu.

## Życie prywatne
Był dwukrotnie żonaty: z Józefą Kwiatkowską, z którą miał córkę Barbarę oraz z Martą Czerwińską, z którą miał dwóch synów: Wojciecha i Andrzeja.